# The Mint
The Mint era un distrito de Southwark en Londres (Inglaterra) que recibe su nombre porque el rey Enrique VIII ubicó su ceca (mint en inglés) allí. A finales del siglo XVII y principios del XVIII, la zona era conocida por ofrecer protección a los deudores. En 1550, la ciudad de Southwark compró sus títulos de independencia a la corona, y las tierras de Henry Brandon, segundo duque de Suffolk, pero estas patentes excluyeron Suffolk Place, la liberty de Mint, la liberty de The Clink y Paris Garden. Esto provocó una anomalía judicial y política en esas zonas que ya no eran parte de Londres, pero que tampoco entraban oficialmente en otras jurisdicciones. Antes de Enrique VIII, la zona fue gobernada por los poderes eclesiásticos y señoriales, pero después de la ruptura con Roma estaba, de hecho, sin ley. "The Mint" y "The Clink" eran dos zonas en Southwark, por lo tanto, donde no podía aplicarse la ley. Previamente, Alsatia, una zona de Whitefriars, había disfrutado de una distinción similar bajo la patente de Jacobo I, pero sus privilegios se revocaron en 1697.
Cada uno de estos distritos anómalos atrajo a sus propios delincuentes, y la principal población de The Mint fueron los deudores que huían de la prisión por deudas. Allí no vivían apaciblemente, puesto que al ser pobre la gente, era una especie de gueto. Daniel Defoe describe la vida en The Mint en su novela Moll Flanders.
En 1723, the Mint perdió su estatus legal, aunque siguió siendo un barrio pobre. Además de la descripción de Defoe, the Mint es mencionado por la mayor parte de los escritores británicos del siglo XVIII, especialmente los satíricos como Alexander Pope en su Epístola al Dr. Arbuthnot e, indirectamente, por John Gay en su poema «Trivia». The Mint aparece en la novela The System of the World de Neal Stephenson.